# Moby
Moby (укр. Мо́бі, Річард Мелвілл Голл, англ. Richard Melville Hall, нар. 11 вересня, 1965, Гарлем,  Нью-Йорк) — псевдонім американського музиканта, а також назва його групи. Працює в різних жанрах — від електронної музики до поп-музики, року й панку.
Запозичене ім'я з твору «Мобі Дік» американського письменника Германа Мелвілла, який є його далеким родичем.
На концертах Мо́бі часто супроводжує його рок-гурт.

## Біографія
Річард народився в Нью-Йорку, але ріс в Дер'єн (Darien), Коннектикут. Його батько загинув в автокатастрофі, коли хлопчикові було два роки, і надалі він виховувався матір'ю, досить прогресивною жінкою, яка заохочувала творчі нахили сина. У дев'ятирічному віці, Річард почав брати уроки гри на фортепіано та гітарі. Прізвисько «Moby» Річард отримав тому, що його далеким родичем був Герман Мелвілл, автор «Мобі Діка». Підлітком він грав на гітарі в різних групах: починаючи з панк-групи The Vatican Commandos і закінчуючи анархічним колективом Flipper та досить відомою свого часу групою ULTRA VIVID SCENE.
У кінці 1980-х рр.. Річард поїхав до Нью-Йорка — одного з центрів зародження гаус-культури (house music) — і почав освоювати ді-джейське ремесло в місцевих клубах, а також створювати свою власну електронну музику. В 1990-91 він випустив кілька дебютних синглів на незалежному лейблі «Instinct».
У 1991 сингл Go з семплами з відомого телевізійного серіалу «Твін Пікс» потрапив до британського «Top 10» і продався тиражем більше мільйона копій. Після першого гучного успіху Мобі займався реміксуванням робіт ряду відомих і невідомих груп і музикантів, до числа яких належать Майкл Джексон, Pet Shop Boys, Брайан Іно, Depeche Mode, Erasure, B-52's і Orbital.
Перший повноформатний альбом Річарда з'явився в 1992. У наступному році він видав сингл «I Feel It / Thousand», який потрапив до книги рекордів Гінеса як найшвидший трек в історії музики і уклав контракт з Mute Records, де вийшов його черговий реліз «Ambient», в якому були зібрані матеріали за 1988 −91 рр.. На диску «Everything Is Wrong» (1995) Річард заявив про себе як про дійсно оригінального майстра, який створив неповторний гібрид з різних стилів і напрямків музики, від брейкбіту до псевдоіндустріального трешу, ембієнт-трансу і денс-попу. Цьому альбомові популярний музичний журнал Spin присудив звання «Альбом року».
Наступний альбом «Animal Rights» (1996) був триптихом, складеним з індустріального панку, speedcore і несамовитих інструментальних композицій. Це було щось середнє між Nine Inch Nails і Smashing Pumpkins. Що таке «Animal Rights» можна зрозуміти з його псевдоіндустріальних гітар, ембіентних текстур, що сховані далеко на задньому плані, і тонкого, специфічного вокалу самого Мобі. Сам автор пишався виконаною роботою, проте альбом продавався дуже погано. На тлі цього у Річарда розвинулася депресія. На додаток до всього цього від раку легенів померла його мати. У 1997 під псевдонімом Voodoo Child, Мобі випустив альбом «The End Of Everything», а також «I Like To Score», в якому зібрав написані ним ремікси власних пісень, використані як саундтреки до кінофільмів. На щастя цей альбом продавався краще, ніж «Animal Rights», що надало сил музикантові для написання його наступного альбому.
Величезний успіх музикантові приніс наступний альбом «Play» (травень 1999). За своєю суттю це досить повільна робота, яка поєднує в собі downtempo біт і прекрасно відпрацьовану мелодику. Перші два треки альбому Honey та Find My Baby зроблені дуже хитромудро і не без глузування. Тут Мобі поєднав короткі госпел і блюзові вокальні семпли з брейкбітовим техно, що дозволило порівнювати ці композиції з творчістю Fatboy Slim та Chemical Brothers кінця 1990-х рр.. Bodyrock — ще один брейкбітовий гімн, проте вже присмачений старим добрим олд-скул-репом замість блюзу. Тонка лінія піаніно і рвані скрипкові семпли в Porcelain звучать досить багатозначно, а South Side — поп-композиція альбому — інтегрує вокал, який не може нормально сприйматися без трансцендентного хорусу (chorus), повністю його трансформує.
Альбом «Play» розійшовся тиражем понад 10 мільйонів копій. У 26 країнах він став «платиновим», три роки поспіль номінувався на «Grammy», отримав кілька нагород на MTV та VH1.
У 2002 відбувся реліз шостого альбому Мобі «18», у записі якого брав участь не тільки сам Мобі, а й Шинед О'Коннор, Angie Stone, MC Lite, Azure Ray.
2005 року Мобі випускає новий альбом «Hotel» в якому він поєднує ембієнт і поп-рок. Основним, улюбленим для широкої публіки треком з цього альбому став Lift me up, який Мобі включив до диску в останній момент, оскільки виконання цієї пісні йому приснилося напередодні. Всі голоси та інструменти були виконані наживо у студії самим Мобі і вокалісткою Лаурою Даун.
У 2007 році заснував рок-групу The Little Death NYC зі своїми друзями Лаурою Даун, Дароном Мерфі і Ароном Бруксом.
Наступною його роботою стає альбом «Last Night» (2008). На цьому диску поєднуються танцювальні ритми дискотек 80-х, техно, а також хіп-хоп пісня — Alice. У цьому ж 2008-му році музикант запускає свій проєкт MobyGratis, суть в якому полягає в тому, що будь-який незалежний кінематографіст може скористатися треками Мобі для саундтреку до свого фільму.
Випуск нового студійного альбому «Wait for Me» відбувся в червні 2009 року; вже в квітні на сайті Мобі був доступний для скачування кліп до треку Shot in the Back of the Head, знятий Девідом Лінчем, після цього Мобі випускає сингл Pale Horses, а потім час від часу додає на свій сайт короткі анімаційні відео (бліпи) до кожної зі своїх пісень. Цього літа Мобі поїхав у чергове турне по Європі та Північній Америці.
У грудні 2010 року виходить восьмий альбом Мілен Фармер «Bleu noir», до восьми пісень з якого Мобі написав музику, у тому числі і до самої Bleu noir, музику якої Мобі використовував і в своєму альбомі «Destroyed» (пісня The Day). Також Мобі написав слова до англійської версії пісні Inseparables.
15 лютого на своєму офіційному сайті Мобі заявив про свій новий альбом — «Destroyed», який вийшов 13 травня 2011 року. Разом з альбомом також вийшов фотоальбом з однойменною назвою, який містить фотографії, зроблені самим Мобі.

## Музика
Серед відомих пісень Мобі: Go, Porcelain, Why Does My Heart Feel So Bad?, Natural Blues, Lift Me Up. Так само випускав альбоми під егідою назв «Voodoo Child», «Barracuda», «UHF», «The Brotherhood», «DJ Cake», ''Lopez'', і «Brainstorm/Mindstorm».
Грає на клавішних, гітарі та басі. У ранні роки грав у панк-групі «The Vatican Commandos», але в 1989 поміняв панк на електронну музику. Вважається, що перший альбом вийшов у 1993 році, але ще до цього Мобі був брав участь у записі декількох альбомів, зокрема у стилі техно.
До першого альбому «The Story So Far» (інша назва альбому — «Moby») була включена композиція Go, що мала великий успіх, і вийшла синглом, що дістався до топ-десятки британських чартів.
1996 року вийшов альбом «Animal Rights», на якому були присутні елементи стилів хард-рок й панк, що стало черговим свого роду переворотом у творчості Мобі. 1997 року він випустив збірник музики до фільму «I Like to Score». Обидва альбоми — «Animal Rights» й «I Like to Score» не були комерційно успішними.
Популярність і великий комерційний успіх прийшли до Мобі 1999 року з виходом альбому «Play».
У 2002 році вийшов наступний альбом за назвою «18», а в 2005 дуже успішний «Hotel» із черговими хітами Raining Again й Lift me up.

### Інше
Мобі — веган (строгий вегетаріанець) зі стажем (з 1980-х років). Він — християнин, однак не відносить себе до жодної з релігійних конфесій. Співпрацював з організацією «PETA» («Люди за гуманне поводження з тваринами»).
Живе в Нью Йорку (Мангеттен). Він є власником невеликого ресторану і кафе, що має назву «TeaNY».

## Саундтреки
15 minutes (2001) porcelain (rob d. remix)
24 hour party people (2002) go
40 days and 40 nights (2002) memory gospel
ali (2001) memory gospel
american outlaw (2001) find my baby
any given sunday (1999) everloving
any given sunday (1999) find my baby
any given sunday (1999) my weakness
assassins (1996) bring back my happiness
baseketball (1998) micronesia
basic (2003) natural blues
beach, the (1999) porcelain
behind enemy lines (2001) my weakness
black hawk down (2001) why does my heart feel so bad?
blade ii (2002) gettin' aggressive (mowo! mix) with mystikal
blind driving guy (2005) harbour
blue crush (2002) jam for the ladies
body shots (1998) bodyrock
bourne identity, the (2002) extreme ways
bourne supremacy, the (2004) extreme ways
bourne ultimatum, the (2007) extreme ways
buffy the vampire slayer: multiple episodes (1997) bodyrock
cecil b. demented (2000) opening credit thgeme
c'est un cinese in coma (1999) porcelain
charmed season 2 (1998—2006) find my baby
cherry falls (1999) porcelain
cold case (2003) natural blues
cold feet (2001) why does my heart feel so bad?
cool world (1992) ah-ah
cool world (1992) next is the e
csi: ny oedipus hex (2006) im not worried at all
dancing at the blue iguana (2001) porcelain
daredevil (2002) evening rain
devil wears prada, the (2006) beautiful
dikkenek (2006) everloving
dis moi que je reve (1998) all that i need is to be loved
dot the i (2002) the great escape
double tap (1997) new score
driven (2001) rain falls
driven (2001) first cool hive
freddy got fingered (2001) natural blues
gabriela (1998) morning drove
garage days (2001) down slow
get carter (2000) memory gospel
gone in sixty seconds (2000) flower
hackers (1997) go
hackers (1997) why can't it stop
he died with a falafel in his hand (2001) everloving
he died with a falafel in his hand (2001) run on
heat (1995) new dawn fades (originally recorded by joy division)
heat (1995) god moving over the face of the water
holes (2003) honey
if these walls could talk (2000) everloving
indecent exposure (1999) honey
into the blue (2004) into the blue
is harry on the boat (2001) porcelain
joe's apartment (1996) loi sai da
joe's apartment (1996) the tallest building in the world
joe's apartment (1996) love theme
kinowelt (1999) why does my heart feel so bad?
la lingua del santo (2000) everloving
memento (2001) first cool hive
mercy streets (2000)
miami vice (2006) one of these mornings
miami vice (2006) anthem
millennium mambo (2001) why does my heart feel so bad?
minority report (2001) great lake
monarch of the glen episode 3 season 6 (2004) why does my heart feel so bad?
next best thing (2000) why does my heart feel so bad?
not another teen movie (2001) whip it
once in a lifetime (2005) inside
one day in september (1999) over the face of the water
one perfect day (2003) in this world
party of five (2000) porcelain
permanent midnight (1998) honey
phone booth (2002)
play it to the bone (2000) machete
playing by heart (1998) porcelain
popular (1999—2001) inside
requiem for a dream (2000) everloving
riding giants (2004) inside
saint, the (1997) oil 1
salton sea (2002) my weakness
scream (1996) first cool hive
seabiscuit (2003) everloving
senseless (1998) graciosa
smallville: season 2 (2002) signs of love
sopranoes, the: episode 67 join the club (2005) when its cold i'd like to die
spawn (1997) tiny rubberband with butthole surfers
tomb raider (2001) ain't never learned
tomorrow never dies (1997) james bond theme
un crime (2006) raining again
unfaithful (2002) rushing
vanilla sky (2001) alone

## Благодійність
Мобі є прихильником цілого ряду благодійних організацій і рухів — він співпрацював з MoveOn і The Humane Society і організував змагання MoveOn Voter Fund's «Bush In 30 Seconds» (виборча дільниця «Буш за 30 секунд») разом зі співачкою / культурним директором MoveOn, Лаурою Даун і виконавчим директором MoveOn, Ілаєм Парісером (Eli Pariser).

## Дискографія

### Альбоми
- Moby (1992)
- Ambient (1993)
- Everything Is Wrong (1995)
- Animal Rights (1996)
- Play (1999)
- 18 (2002)
- Hotel (2005)
- Last Night (2008)
- Wait for Me (2009)
- Destroyed (2011)
- Innocents (2013)
- Long Ambients 1: Calm. Sleep. (2016)
- More Fast Songs About the Apocalypse (2017)
- Everything Was Beautiful, and Nothing Hurt (2018)
- All Visible Objects (2020)
- Live Ambients — Improvised Recordings Vol. 1 (2020)
- Reprise (2021)
- Ambient 23 (2023)
- Resound NYC (2023)
- Always Centered at Night (2024)

#### Бонуси-диски до лімітованих видань
- Underwater (до Everything is Wrong)
- Little Idiot (до Animal Rights)
- hotel.ambient (до Hotel)

### Альбоми, що вийшли під іншими іменами
- Instinct Dance (Instinct 1991)
  - Moby/Barracuda/Brainstorm/Voodoo Child
- The End of Everything (Mute 1996)
  - Voodoo Child
- Sugar Baby (Trophy 1996)
  - DJ Cake
- Baby Monkey (Mute 2004)
  - Voodoo Child

 Збірники відеокліпів

- Play: The DVD (2001)
- 18 B Sides + DVD (2003)
- Moby Presents: Alien Sex Party (2003)
- The Hotel Tour 2005 (2006)
- Go: The Very Best of Moby (2006)

 Збірники
- Early Underground (Instinct 1993)
- Rare: The Collected B-Sides 1989—1993 (Instinct 1996)
- Everything Is Wrong — DJ Mix Album (Mute 1996)
- I Like to Score (Mute 1997)
- MobySongs: 1993-98 (Elektra 2000)

### Сингли
- 1991 «Go» #10 UK
- 1993 «I Feel It / Thousand» #38 UK (Червень 1993)
- 1993 «Move» #21 UK
- 1994 «Hymn» #31 UK
- 1994 «Feeling So Real» #30 UK
- 1995 «Everytime You Touch Me» #28 UK
- 1995 «Into the Blue» #34 UK
- 1996 «Bring Back My Happiness» (Лютий 1996)
- 1996 «That's When Й Reach For My Revolver» (26 серпня 1996) #50 UK
- 1996 «Come On Baby» (4 листопада 1996)
- 1997 «James Bond Theme (Moby's Re-Version)» #8 UK
- 1998 «Honey» #33 UK
- 1999 «Run On» #33 UK
- 1999 «Bodyrock» #38 UK
- 1999 «Why Does My Heart Feel So Bad» #16 UK
- 2000 «Natural Blues» #11 UK
- 2000 «Porcelain» #5 UK
- 2000 «South Side» (feat. Gwen Stefani) #14 US
- 2000 «Why Does My Heart Feel So Bad / Honey (Remix feat. Kelis)» #17 UK
- 2002 «We Are All Made of Stars» (UK) #11 UK
- 2002 «Extreme Ways» (UK) #39 UK
- 2002 «In This World» (UK) #35 UK
- 2003 «Sunday (The Day Before My Birthday)» (UK) (3 березня 2003)
- 2003 «Jam For The Ladies» (UK)
- 2005 «Lift Me Up» (UK, 28 лютого 2005) #18 UK
- 2005 «Raining Again» (Європа, 23 травня 2005; Австралія, 6 червня 2005) #52 Australia
- 2005 «Spiders» (Велика Британія, 30 травня 2005) #50 UK
- 2005 «Beautiful» (Європа, 12 вересня 2005)
- 2005 «Dream About Me» (Велика Британія, 8 серпня 2005)
- 2006 «Slipping Away» (Велика Британія, 23 січня 2006) #53 UK
- 2006 «New York, New York» (ft. Деббі Гаррі) (23 жовтня 2006) #43
- 2007 «Extreme Ways (Bourne's Ultimatum)» (Велика Британія, 19 серпня 2007) #61
- 2008 «Alice» (17 березня 2008)
- 2008 «Disco Lies» (21 січня 2008)
- 2008 «Everyday It's 1989» (Грудень 2008)

## Музичні приклади
Альбом «Ембієнт»
- My Beautiful Blue Sky (фрагмент)ⓘ
- Piano&String (фрагмент)ⓘ

Інше
- Thousandⓘ